# Francisco Taggino

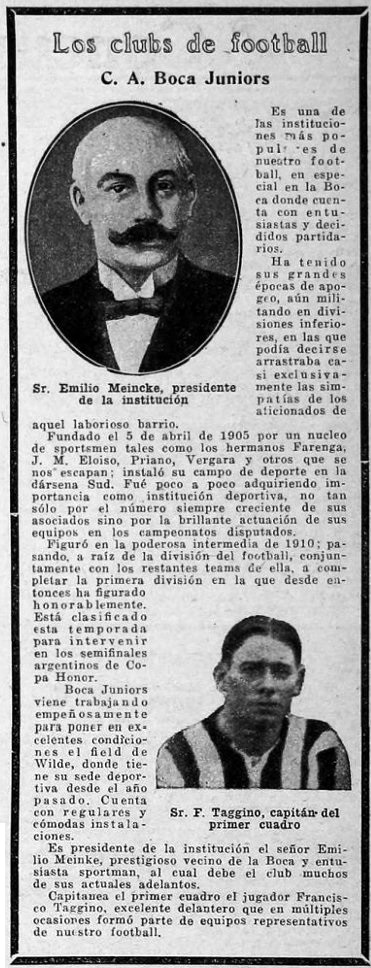
Cuadro de la revista El Hogar sobre Boca Juniors en 1915. Puede observarse a Emilio Meincke, presidente del club, y a Francisco Taggino, capitán.

Francisco Taggino fue un futbolista argentino que se desempeñaba como delantero. Surgió de las inferiores del Club Atlético Boca Juniors y jugó en el club entre 1910 y 1915. Luego pasó al Club Atlético River Plate, donde jugó entre 1916 y 1918. Fue el duodécimo jugador en vestir la camiseta de ambos clubes.
El 15 de junio de 1913, al jugar en un partido entre los seleccionados de Argentina y Uruguay, se convirtió en el primer futbolista de Boca Juniors en la selección nacional argentina. Disputó, además, un segundo partido en la selección.
Para Boca marcó 41 goles en 117 partidos oficiales. Fue muy querido por la afición xeneize hasta que decidió pasarse a su rival River Plate. Esto sucedió casi al mismo tiempo que Alfredo Elli, defensor de River, comenzó a jugar en Boca.
El 24 de junio de 1917, en cancha de Racing, el entonces clásico de La Boca entre Boca y River finalizó con un empate 2 a 2. Francisco Taggino, silbado por los hinchas boquenses, marcó ambos tantos para River. Lo marcaba Alfredo Elli, que había hecho el camino inverso.
Su hermano, Alfredo Taggino, jugó también para Boca.